# Dorymyrmex hunti
Dorymyrmex hunti é uma espécie de formiga do gênero Dorymyrmex.